# Rita Horky
Rita Jean Horky (16 marzo 1937 – 7 aprile 1987) è stata una cestista e allenatrice di pallacanestro statunitense.

## Carriera
Attiva nella AAU, vinse due medaglie d'oro con gli Stati Uniti ai Giochi panamericani (1959, 1963). Partecipò anche ai Campionati del mondo del 1964 e del 1967.
Nel 2000 è stata introdotta nella Women's Basketball Hall of Fame.